# Murder by the Book
Pour les articles homonymes, voir Murder by the Book (homonymie).
Pour plus de détails, voir Fiche technique et Distribution.
Murder by the Book est un téléfilm américano-canadien réalisé par Mel Damski en 1987.

## Fiche technique
- Titre : Murder by the Book
- Réalisation : Mel Damski
- Scénario : Michael Norell et Andy Siegel d'après le roman de Mel Arrighi Lequel des deux ? (titre original : Alter Ego ?) Série noire no 1937
- Musique : Billy Goldenberg, Henry Mancini et Mark Snow
- Durée : 100 minutes

## Distribution
- Robert Hays : D.H. 'Hank' Mercer / Biff Deegan
- Catherine Mary Stewart : Marissa
- Christopher Murney : Lieutenant Greenberg
- Fred Gwynne : Victor Greville
- Celeste Holm : Claire
- Jonathan Moore : Nicholas Rubinstein
- Martin Neufeld : Pete